# Nat Zang
Nat Zang (Seattle, 4 marzo 1996) è un attore statunitense.

## Biografia
Nat Zang è nato e cresciuto a Seattle, Washington, secondo di tre figli. Ha scoperto il mondo della recitazione presto e all'età di 12 anni è stato scritturato nella sua prima produzione teatrale professionale al teatro ACT di Seattle. Ha partecipato a spettacoli teatrali attorno nella zona di Seattle in produzioni sia professionali che educative. Nat è noto per il suo lavoro in Z Nation, dove interpreta "Diecimila".

## Filmografia
- Z Nation – serie TV (52 episodi, 2014-2018)[2]
- AfterBuzz TV's Z Nation After Show – serie TV (2 episodi, 2014)[2]
- Groovey TV's Celebration of Badassery Interview Series – serie TV (1 episodio, 2016)[2]